# (8849) Brighton
(8849) Brighton es un asteroide perteneciente al cinturón de asteroides, descubierto el 15 de noviembre de 1990 por Eric Walter Elst desde el Observatorio de La Silla, Chile.

## Designación y nombre
Designado provisionalmente como 1990 VZ4. Brighton es un balneario a unos 80 km al sur de Londres. Originalmente una pequeña comunidad pesquera, creció hasta convertirse en un importante balneario, debido a la influencia del rey Jorge IV, quien patrocinó la ciudad. La IAU eligió Brighton para su Asamblea General en 1970.

## Características orbitales
Brighton está situado a una distancia media del Sol de 2,919 ua, pudiendo alejarse hasta 3,218 ua y acercarse hasta 2,620 ua. Su excentricidad es 0,102 y la inclinación orbital 9,985 grados. Emplea 1821,30 días en completar una órbita alrededor del Sol.
Los próximos acercamientos a la órbita de Júpiter ocurrirán el 9 de agosto de 2095 y el 22 de marzo de 2190.

## Características físicas
La magnitud absoluta de Brighton es 13,31. 